# Silene ciliata
Silene ciliata là loài thực vật có hoa thuộc họ Cẩm chướng. Loài này được Pourr. miêu tả khoa học đầu tiên năm 1788.